# Joß Fritz

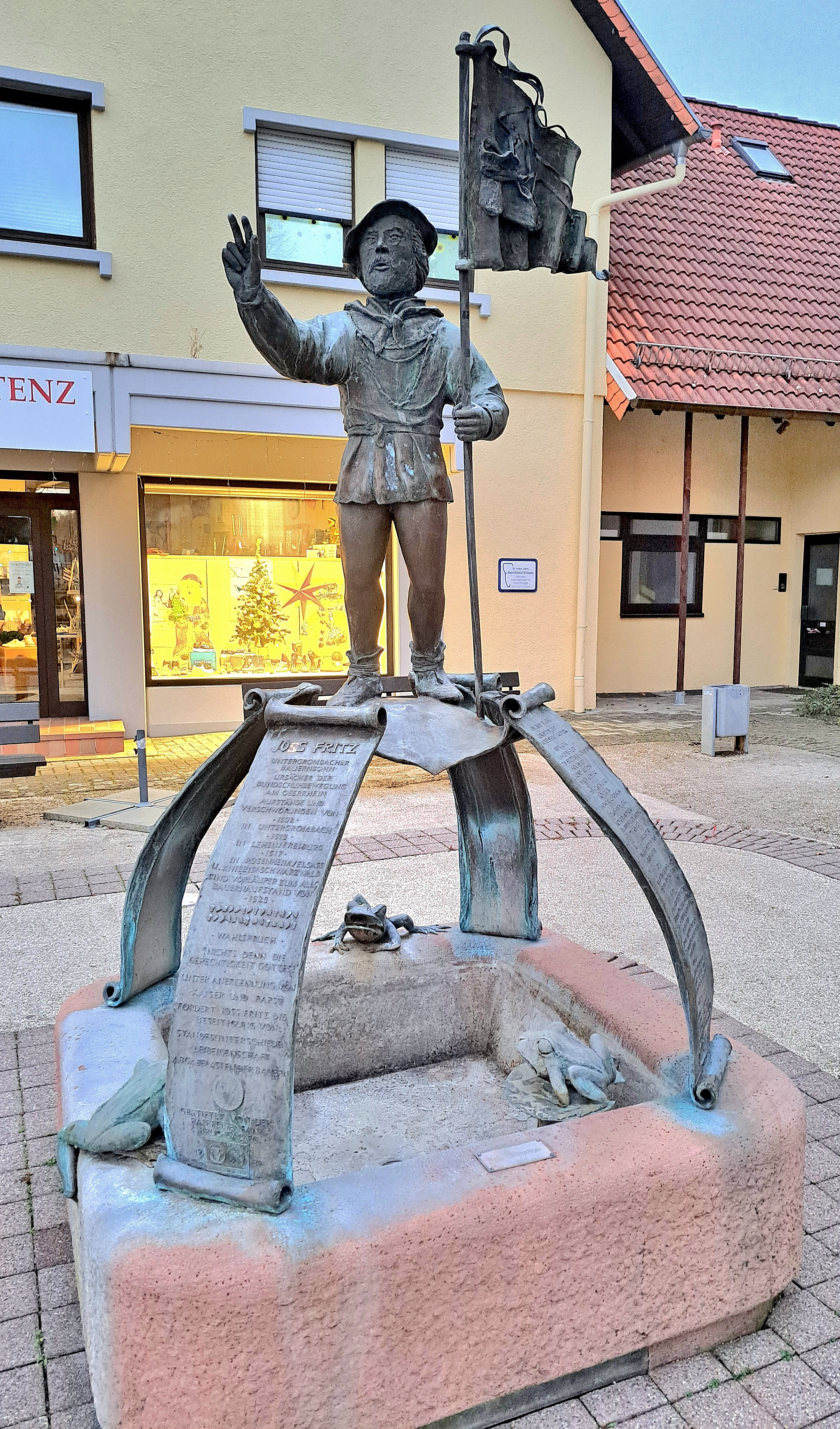
Joß-Fritz-Brunnen in Untergrombach

Joß Fritz (auch: Joss Fritz; * um 1470 in Untergrombach; † um 1525) war ein deutscher Bauernführer und Sozialrebell in Oberschwaben und Initiator der Bundschuh-Bewegungen in Untergrombach, Lehen und am Oberrhein.

## Leben und Wirken
Joß Fritz wurde um 1470 in Untergrombach bei Bruchsal als Sohn der Leibeigenen Michel und Magdalena Fritz geboren und auf den Namen Jodocus getauft. Er lernte als Landsknecht die Welt kennen und einiges spricht dafür, dass er über die Fähigkeit des Lesens und Schreibens verfügte, darüber ist allerdings weder eine handschriftliche Notiz noch ein konkreter Hinweis auf den Bildungsstand des Bundschuhführers erhalten bzw. vorhanden.  Nach seiner Rückkehr wollte er sich mit der Unterdrückung und Ausbeutung der armen Landbevölkerung (vor allem der Bauern) nicht mehr abfinden.
In den Jahren 1501 und 1502 war Joß Fritz einer der Initiatoren der Bundschuh-Bewegung in Untergrombach. Das Dorf gehörte zum Bistum Speyer, dessen Bischof Ludwig von Helmstatt kostspielige Bauten durch Erhöhung der Abgaben und Einschränkung der Forst-, Weide- und Fischereirechte seiner Untertanen finanzierte. Die Artikel der Bundschuh-Bewegung verlangten die Abschaffung des Zehnten und anderer Zölle, die Beseitigung adeliger Vorrechte bei der Nutznießung der Wälder und Fischgründe sowie die Einziehung eines Großteils der Klöster. Die Bewegung umfasste bald mindestens 7400 Personen im Gebiet zwischen Main und Neckar. Die Losung der Verschwörer war: „Gott grüß dich Gesell! Was ist dir für ein Wesen?“ (Antwort) „Wir mögen von den Pfaffen (und Adel) nit genesen!“ Geplant waren zunächst die Besetzung Untergrombachs und anschließend ein Zug in die Markgrafschaft Baden. Die Bewegung wurde jedoch von einem ehemaligen badischen Söldner (Lux Rapp) bei seiner Beichte verraten und von einem Pfarrer, unter Missachtung des Beichtgeheimnisses, an die Obrigkeit gemeldet. Nach einer Sitzung in Schlettstadt und einem Befehl Kaiser Maximilians I. begann die Verfolgung der Bewegung. Die meisten der bäuerlichen Anführer, darunter Joß Fritz, konnten entkommen.

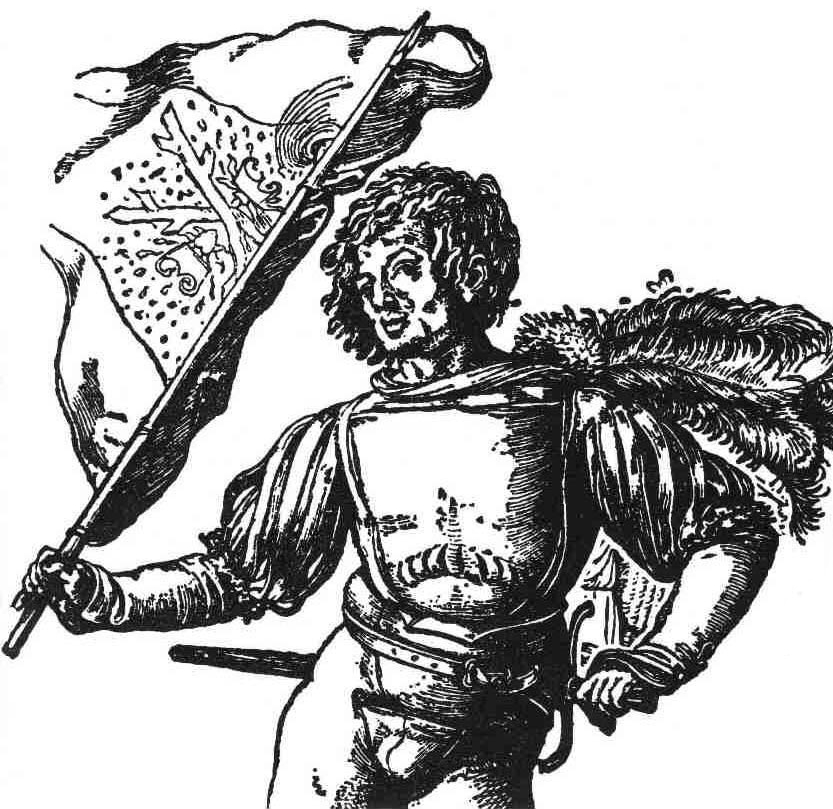
Joß Fritz. Holzschnitt von Albrecht Dürer

Joß Fritz verbrachte die folgenden Jahre mit Umherziehen im oberschwäbischen Raum. Er hielt sich im Gebiet des Bodensees in den Ortschaften Lenzkirch und Stockach auf. Um 1510 heiratete er in Nenzingen bei Stockach die Bauerstochter Else Schmid.
Später wohnte er zeitweilig in Villingen und Horb. Während dieser Zeit kontaktierte er ehemalige Anhänger des Untergrombacher Bundschuhs und fand auch neue Gesinnungsgenossen. Um 1512 zog er nach Lehen, wo er als Bannwart unter dem Gerichtsherrn Balthasar von Blumeneck tätig war. Bald darauf begann er politisch zu agieren, wobei er zunächst den moralischen Verfall der Zeit beklagte; später ging er mehr und mehr auf die politische Situation und die Unterdrückung der unteren Bevölkerungsschichten durch Fürsten und Geistlichkeit ein. Auf einer abgelegenen Wiese, die als Hartmatte bezeichnet wurde, hielt er Versammlungen ab, in denen er von der Aufhebung der Obrigkeit sprach.

## Erste Anhänger
Seine ersten Anhänger, die fortan für seine Ideen warben, waren:
- Hans Enderlin (Altvogt, hingerichtet in Freiburg 1513)
- Augustin Enderlin (Bauer, hingerichtet in Schaffhausen 1513)
- Kilian Mayer/Kilius Meyger (Bauer, hingerichtet in Basel 1513)
- Hans Heitz (Bauer)
- Karius Heitz (Bauer)
- Peter Stüblin (Bauer)
- Jakob Hauser/Huser (Bauer, hingerichtet in Schaffhausen 1513)
- Thomas Müller/Muller (hingerichtet in Schaffhausen 1513)
- Marx Sudlin (hingerichtet in Freiburg 1514)
- Hans Hummel (Schneider aus Feuerbach bei Stuttgart, hingerichtet in Freiburg 1514)[9]
- Hieronymus (Bäckerknecht aus Tirol)
- Johannes Schwarz (Dorfpfarrer in Lehen)[10]

Neben Joß Fritz wirkte als Oberer der Bewegung Stoffel von Freiburg. Gemeinsam schufen sie sich im schwäbischen Gebiet eine große Gefolgschaft, auch unter den Bettlergruppierungen in dieser Region. Vor Verrat wurde die Bewegung dadurch geschützt, dass jedes Mitglied jeweils nur einen kleinen Teil seiner Mitstreiter kannte. Den Hauptleuten der Bettlergruppen wurden 2000 Gulden versprochen, wenn sie zu einem bestimmten Zeitpunkt in der Markgrafschaft Baden Aufruhr verursachen und sich mit 2000 Bettlern zur Einnahme der Stadt Rosen bereitfinden würden.
Neben den Bettlern waren für jede Region gesonderte Unterhauptleute zuständig, denen pro neu angeworbenem Mitglied ein Pfennig versprochen wurde. Joß Fritz und Stoffel von Freiburg zogen von Zeit zu Zeit durch diese Gebiete und nahmen Musterungen vor.

## Die Bundschuhfahne
Die geheimnisumwitterte Bundschuhfahne von Joß Fritz war nur ein Fähnlein. Sie galt als Zeichen der Verschwörung, er gab sie nie aus der Hand, und sie wurde anfangs nur wenigen ausgewählten Personen gezeigt. Selbst der zum Fähnrich gewählte Jakob Huser musste sich mit einer verbalen Beschreibung des Banners zufriedengeben. Das Bemalen der Fahne gelang erst im dritten Anlauf: In Freiburg lehnte es der dort ansässige Maler ab, auch ein in Lehen gegenwärtiger Maler konnte hierfür nicht gewonnen werden. Erst in Heilbronn (oder Metz) wurde ein Maler hierzu überredet. Laut Angaben auf einem lokalen Schild in Lehen enthielt die Fahne auf der einen Seite ein weißes Kreuz und einen Bundschuh auf blauem Grund, auf der anderen Seite das Wappen des Kaisers und des Papstes sowie ein Kruzifix auf weißem Grund mit einem knienden Bauern samt der Inschrift: „Herr, steh' deiner göttlichen Gerechtigkeit bei.“

## Die 14 Artikel
Bei Versammlungen auf der Hartmatte wurden 14 Artikel festgesetzt.

„Erstens: solle niemand mehr einen anderen Herrn als Gott, den Kaiser und den Papst anerkennen;
Zweitens: niemand anderswo, als an dem Ende, da er gesessen sei, vor Gericht stehen; das rottweilische Gericht soll ab, die geistlichen Gerichte sollen auf das Geistliche beschränkt sein;
Drittens: alle Zinsen, die so lange genossen wären, daß sie dem Kapital gleichkämen, sollen ab sein und die Zins- und Schuldbriefe vernichtet werden;
Viertens: bei Zinsen, da ein Gulden Geld unter zwanzig Gulden Kapital stände, solle so gehandelt werden, wie das göttliche Recht anzeige und unterweise;
Fünftens: Fisch- und Vogelfang, Holz, Wald und Weide solle frei, Armen und Reichen gemein sein;
Sechstens; jeder Geistliche solle auf eine Pfründe beschränkt sein;
Siebtens: die Klöster und Stifter sollen an Zahl beschränkt, ihre überflüssigen Güter zu Handen genommen und daraus eine Kriegskasse des Bundes gebildet werden;
Achtens: alle unbilligen Steuern und Zölle sollen ab sein;
Neuntens: in der ganzen Christenheit soll ein beständiger Friede gemacht, wer sich dawidersetze totgestochen, wer aber durchaus kriegen wolle, mit Handgeld wider die Türken und Ungläubigen geschickt werden;
Zehntens: wer dem Bund anhänge, solle seines Leibs und Guts gesichert sein; wer sich dawidersetze, gestraft werden;
Elftens: solle eine gute Stadt oder Feste zu Handen des Bundes genommen werden als Mittelpunkt und Halt des Unternehmens;
Zwölftens: jedes Bundesglied solle das Seinige zu den Mitteln der Ausführung beisteuern;
Dreizehntens: sobald die Haufen des Bundes sich vereinigt haben, soll kaiserlicher Majestät das Vornehmen geschrieben, und
Vierzehntens: wenn des Kaisers Majestät sie nicht annähme, die Eidgenossenschaft um Bündnis und Beistand angerufen werden.“

Hierüber kam es zu Konflikten, und Joß Fritz musste die Rechtmäßigkeit der Artikel auf Grundlage der Bibel nachweisen. Daraufhin wurde der Bundeseid von den Versammelten geleistet. Im Jahr 1513 unternahm Joß Fritz erneut eine Reise in Schwaben und Vorderösterreich, nach deren Beendigung der Aufstand losbrechen sollte. Hierzu hatte er den 9. Oktober als Versammlungstag in Biengen bestimmt. Während seiner Abwesenheit wurde die Bewegung jedoch der Stadt Freiburg und dem Markgrafen Philipp von Baden bekannt gemacht. Nachdem man in Lehen davon erfahren hatte, wurde auf einer von Kilian Mayer geleiteten Versammlung die Aufgabe der Aufstandspläne beschlossen. Bald darauf wurden führende Mitglieder der Bewegung verhaftet. Auch Joß Fritz’ Frau Else wurde in Freiburg inhaftiert.
Joß Fritz floh mit Hieronymus in die Schweiz. Im solothurnischen Seewen traf er sich unter anderem mit Mayer, Hauser, Enderlin und Hieronymus. Es wurden eine erweiterte Zusammenkunft in Schaffhausen und ein Auftritt an der Tagsatzung in Zürich vereinbart. Auf dem Weg zwischen Seewen und Liestal wurden Mayer und Hauser am 19. Oktober 1513 von Bewaffneten des Rats der Stadt Basel gefangen genommen. Joß Fritz, der sich von den anderen getrennt hatte, konnte trotz weiterer Straßenkontrollen nicht gefasst werden. Seine Frau Else Schmid wurde am 24. Oktober 1513 aus der Haft entlassen. In den folgenden Jahren wurde vermutet, dass ihr Mann mehrmals bei ihr zu Besuch gewesen sei.
Joß Fritz initiierte 1517 noch eine Verschwörung am Oberrhein. Die letzte Erwähnung seines Namens gab es 1524 oder 1525.

## Rezeption
- Ein Denkmal schuf ihm der Liedermacher Franz Josef Degenhardt in seinem Lied Ballade von Joß Fritz (LP: Kommt an den Tisch unter Pflaumenbäumen, Polydor 1973).
- Wilhelm Eichner verewigte ihn in seinem Roman Wir können von den Pfaffen nit genesen. 1999, ISBN 3-8004-1389-2.
- Gustav Regler verewigte ihn in seinem Bauernkriegsroman Die Saat 1936.
- Nach ihm benannt sind in Untergrombach eine Straße, eine Schule[21] und das zweijährliche Dorffest[22]  sowie eine Straße in Lehen (heute Stadtteil von Freiburg im Breisgau).
- In Freiburg im Breisgau bezieht sich die 1975 gegründete Buchhandlung „Jos Fritz“[23] (mit angeschlossenem Café), seit den späten 70er Jahren ein Zentrum der linksalternativen Szene, auf Joß Fritz.
- Quirin Engasser: Der Ursächer. Roman.
- Ludwig Ganghofer: Das neue Wesen. Historischer Roman über das Leben von Joß Fritz. 1902. (Neuauflage. 2007, ISBN 978-3-89836-638-0).

Joß Fritz erscheint in diesem Roman um 1524 als Schwabe unter dem Decknamen „Sebastian Häferle“ im Berchtesgadener Land. Zuvor hatte er dem bayerischen Salzamt als Säumer von Reichenhall gedient. Ohne Steuerschuld bekam er vom Reichenhaller Salzmeister den Laufpass. Als Landsknecht hätte er im neunzehnten Lebensjahr für sieben Jahre gedient (errechnete Jahre um 1489 bis etwa 1496) und dabei „jeden Kriegskniff abgeguckt: wie man die Leut’ wehrhaft macht, wie man die Rotten führt und die Feldschlangen richtet.“
Über seinen Vater heißt es darin: „In Grumbach haben sich dreißig Leut’ in die Kirch geflüchtet. Und die Reisigen des Bischofs haben ein großes Feuer um die Kirch’ gelegt, daß die Leut’ haben ersticken und verbrennen müssen. Zuletzt ist noch ein Bauer übrig geblieben, und mit seinem dreijährigen Bübl hat er sich hinaufgeflüchtet in den Turm. Da hat er wählen können: verkohlen oder hinunterspringen. So hat er lieber mit seinem Kind den Sprung getan. Die Reisigen haben ihm lachend die Spieß entgegen gehoben. Der Mann ist tot geblieben in den Lanzen. Dem Kindl, wie durch ein Wunder ist nichts geschehen. […] Der selbige Bauer, das war mein Vater. Das selbige Kindl, ihr Leut’, bin ich (Joß) gewesen.“ Dieser Kirchenbrand dürfte somit um das Jahr 1473 stattgefunden haben, was sich auch mit dem Neubau einer Kirche bzw. der Michaelskapelle (Untergrombach) um 1474 durch den Baumeister Hensel Frosch deckt.
- 1900 wurde das musikalische Werk Jos Fritz. (Aus den Bauernkriegen) vom Freiburger Chorleiter und Komponisten Alexander Adam uraufgeführt, der Text ist von Maidy Koch. 1908 ist das Werk im Verlag von Julius Feuchtinger in Stuttgart erschienen.[25] Die zweite Aufführung fand am 30. November 1912 in der Freiburger Festhalle statt.[26]